# Jopen Hoppenbier
Jopen Hoppenbier is een Nederlands bier van hoge gisting.
Het bier wordt gebrouwen in Brouwerij Jopenkerk te Haarlem. 
Het is een blond bier met een alcoholpercentage van 6,8%, gebrouwen volgens het brouwerskeur (een gemeentelijk voorgeschreven recept) uit 1501. Dit bier was het eerste bier van Jopen, gelanceerd in november 1994.

## Prijzen
- European Beer Star 2011 – Gouden medaille in de categorie Belgian Style Ale